# Darragh Lenihan
Darragh Patrick Lenihan (Dunboyne, Meath, República de Irlanda, 16 de marzo de 1994) es un futbolista irlandés. Juega de centrocampista y su equipo es el Middlesbrough F. C. de la EFL Championship de Inglaterra.

## Trayectoria

### Blackburn Rovers
Llegó a las inferiores del Blackburn Rovers desde el Belvedere en el verano de 2011. Dos años después firmó un contrato con el club, que luego renovaría en mayo de 2014.
Debutó con los Rovers en abril de 2015 contra el Millwall. Luego de su debut declaró que jugar en Ewood Park fue una gran experiencia y que el trabajo duro y paciencia lo ayudó a ganar un puesto en el primer equipo.

### Préstamo al Burton Albion
Firmó un préstamo por un mes con el Burton Albion en octubre de 2014, préstamo que se extendió hasta marzo de 2015. Anotó un gol en el empate 1-1 contra el Portsmouth el 17 de enero de 2015.

### Middlesbrough
El 24 de junio de 2022 fichó por el Middlesbrough F. C.

## Selección nacional
Jugó por la República de Irlanda en las categorías sub-17 y sub-19.
Debutó con la selección de Irlanda sub-21 contra Catar sub-23, donde jugó los 90 minutos en el empate 1-1.
Debutó con la selección adulta de Irlanda en la victoria 2-1 sobre Estados Unidos en Dublín, donde asistió a Graham Burke para el primer gol.

## Estadísticas

### Clubes
Actualizado al último partido disputado el 23 de septiembre de 2023.
| Club                                                            | Div.          | Temporada     | Liga  | Liga  | Copas nacionales(1) | Copas nacionales(1) | Total | Total |
| Club                                                            | Div.          | Temporada     | Part. | Goles | Part.               | Goles               | Part. | Goles |
| --------------------------------------------------------------- | ------------- | ------------- | ----- | ----- | ------------------- | ------------------- | ----- | ----- |
| Blackburn Rovers F. C. Inglaterra                               | 2.ª           | 2013-14       | 0     | 0     | 0                   | 0                   | 0     | 0     |
| Burton Albion F. C. Inglaterra                                  | 4.ª           | 2014-15       | 17    | 1     | 0                   | 0                   | 17    | 1     |
| Burton Albion F. C. Inglaterra                                  | Total club    | Total club    | 17    | 1     | 0                   | 0                   | 17    | 1     |
| Blackburn Rovers F. C. Inglaterra                               | 2.ª           | 2014-15       | 3     | 0     | 0                   | 0                   | 3     | 0     |
| Blackburn Rovers F. C. Inglaterra                               | 2.ª           | 2015-16       | 23    | 0     | 4                   | 0                   | 27    | 0     |
| Blackburn Rovers F. C. Inglaterra                               | 2.ª           | 2016-17       | 40    | 0     | 4                   | 0                   | 44    | 0     |
| Blackburn Rovers F. C. Inglaterra                               | 3.ª           | 2017-18       | 14    | 1     | 0                   | 0                   | 14    | 1     |
| Blackburn Rovers F. C. Inglaterra                               | 2.ª           | 2018-19       | 34    | 2     | 4                   | 1                   | 38    | 3     |
| Blackburn Rovers F. C. Inglaterra                               | 2.ª           | 2019-20       | 37    | 3     | 2                   | 0                   | 39    | 3     |
| Blackburn Rovers F. C. Inglaterra                               | 2.ª           | 2020-21       | 41    | 0     | 3                   | 0                   | 44    | 0     |
| Blackburn Rovers F. C. Inglaterra                               | 2.ª           | 2021-22       | 41    | 3     | 2                   | 0                   | 43    | 3     |
| Blackburn Rovers F. C. Inglaterra                               | Total club    | Total club    | 233   | 9     | 19                  | 1                   | 252   | 10    |
| Middlesbrough F. C. Inglaterra                                  | 2.ª           | 2022-23       | 43    | 0     | 0                   | 0                   | 43    | 0     |
| Middlesbrough F. C. Inglaterra                                  | 2.ª           | 2023-24       | 8     | 1     | 2                   | 0                   | 10    | 1     |
| Middlesbrough F. C. Inglaterra                                  | 2.ª           | 2024-25       | 0     | 0     | 0                   | 0                   | 0     | 0     |
| Middlesbrough F. C. Inglaterra                                  | Total club    | Total club    | 51    | 1     | 2                   | 0                   | 53    | 1     |
| Total carrera                                                   | Total carrera | Total carrera | 301   | 11    | 21                  | 1                   | 322   | 12    |
| (1) Incluye datos de la Copa de la Liga de Inglaterra y FA Cup. |               |               |       |       |                     |                     |       |       |

### Selección nacional
| Selección      | Temporada     | Encuentros | Encuentros |
| Selección      | Temporada     | Part.      | Goles      |
| -------------- | ------------- | ---------- | ---------- |
| sub-17 Irlanda | 2010-2011     | 2          | 0          |
| sub-17 Irlanda | Total         | 2          | 0          |
| sub-19 Irlanda | 2012-2013     | 1          | 0          |
| sub-19 Irlanda | Total         | 1          | 0          |
| sub-21 Irlanda | 2014-2016     | 15         | 0          |
| sub-21 Irlanda | Total         | 15         | 0          |
| Adulta Irlanda | 2018-         | 4          | 0          |
| Adulta Irlanda | Total         | 4          | 0          |
| Total carrera  | Total carrera | 22         | 0          |